# 木原一良
木原 一良（きはら かずよし、1954年4月25日 - ）は日本中央競馬会（JRA）・栗東トレーニングセンターに所属していた元調教師、元騎手。

## 来歴
北海道出身。競馬好きだった父の友人から「（体が）小さいからジョッキーになれよ」と言われたことがきっかけで、1970年、馬事公苑の騎手養成所の試験に合格する。
1974年3月、中山・富田六郎厩舎の騎手としてデビュー。1976年からは関西に拠点を移した。
1984年2月28日に騎手を引退。騎手成績602戦29勝。重賞勝利はなかった。内藤繁春厩舎で調教助手となる。
1998年に調教師試験に合格、翌年1999年に開業。
1999年3月13日、阪神第10競走のすみれステークスをサリーレで勝利し、4戦目で厩舎初勝利。
2010年8月29日、新潟記念をナリタクリスタルで勝利し重賞初制覇。
2025年3月4日付けで70歳定年に伴い、調教師を引退した。

## 騎手成績
|        | 日付          | 競馬場・開催 | 競走名     | 馬名           | 頭数 | 人気 | 着順 |
| ------ | ------------- | ------------ | ---------- | -------------- | ---- | ---- | ---- |
| 初騎乗 | 1974年3月2日  | 1回中山3日6R | 4歳200万下 | スズテッセン   | 11頭 | 6    | 8着  |
| 初勝利 | 1975年3月30日 | 2回中山4日2R | 4歳未勝利  | シャダイミンク | 11頭 | 7    | 1着  |

## 調教師成績
|            | 日付           | 競馬場・開催  | 競走名         | 馬名               | 頭数 | 人気 | 着順 |
| ---------- | -------------- | ------------- | -------------- | ------------------ | ---- | ---- | ---- |
| 初出走     | 1999年3月6日   | 1回中京7日7R  | 4歳以上500万下 | シスターオードリー | 16頭 | 12   | 9着  |
| 初勝利     | 1999年3月13日  | 1回阪神5日10R | すみれS        | サリーレ           | 15頭 | 2    | 1着  |
| 重賞初出走 | 1999年5月9日   | 3回京都6日11R | 京都4歳特別    | サリーレ           | 18頭 | 1    | 4着  |
| 重賞初勝利 | 2010年8月29日  | 3回新潟6日11R | 新潟記念       | ナリタクリスタル   | 17頭 | 5    | 1着  |
| GI初出走   | 2005年10月16日 | 4回京都4日11R | 秋華賞         | テイエムメダリスト | 18頭 | 15   | 18着 |

### 主な管理馬
- ナリタクリスタル（2010年・2011年新潟記念、2011年中京記念）
- マルモセーラ（2010年ファンタジーステークス）
- フーラブライド（2013年愛知杯、2014年中山牝馬ステークス）
- メイケイペガスター（2013年共同通信杯）
- テイエムボッケモン（2014年たんぽぽ賞）[注 1]
- テイエムジンソク（2017年みやこステークス、2018年東海ステークス）
- テイエムスパーダ（2023年セントウルステークス）
- テイエムトッキュウ（2023年カペラステークス）

出典:

## 主な厩舎所属者
※太字は門下生。括弧内は厩舎所属期間と所属中の職分。
- 武英智（2012年 - 2017年、調教助手）
- 富田暁（2017年 - 2025年、騎手）